# Église Saint-Pierre de Chênée
Pour les articles homonymes, voir Église Saint-Pierre.
L'église Saint-Pierre est un édifice religieux catholique construit en 1706 et situé dans la section de Chênée à Liège en Belgique.

## Chronologie
Sur le même site, une précédente église avait été détruite en 1691. L'édifice actuel a été réalisé entre 1700 et 1706 par deux maîtres maçons nommés  Jean Driane et Jean Périer. La tour et les bas-côtés ont été réparés en 1782. La sacristie a été restaurée vers 1850. L'édifice est repris sur la liste du patrimoine immobilier classé de Liège depuis 1943.

## Situation
L'église se situe à l'angle des rues de l'Église et du Presbytère, au centre de la localité de Chênée à proximité de la Vesdre. Le chevet de l'église, situé au nord, jouxte la rue de l'Église alors que la tour de l'édifice, le presbytère et la chapelle funéraire avoisinent la rue du Presbytère. On remarque aussi la présence de quelques petites maisons anciennes (XVIIIe siècle) dans la rue de l'Église à l'arrière du chevet de l'église.

## Description

### L'église
De style classique et bâtie principalement en brique, l'église, longue d'une cinquantaine de mètres, compte trois nefs de six travées, un chevet de deux travées à trois pans coupés ainsi qu'une tour carrée. Les différentes baies avec encadrement en pierre calcaire forment des arcs en plein cintre. L'intérieur de l'église possède plusieurs statues de saints ainsi que des fonts baptismaux réalisés à la fin du XIIe siècle.

### Le presbytère
Le presbytère se situe à quelques mètres au sud de la tour de l'église à l'intérieur d'une propriété ceinte d'un mur en brique (ancien cimetière). L'entrée de la propriété est située au carrefour des rues du Presbytère et du Gravier, en face du pont du Lhonneux. Il s'agit un bâtiment symétrique de style classique en brique de cinq travées et deux étages dont un mansardé. La travée centrale de la façade principale, en ressaut et entourée de pilastres, possède une porte d'entrée sous arc en plein cintre et est surmontée d'un fronton triangulaire.

### La chapelle funéraire
L'entrée de la chapelle se situe en face de l'immeuble sis au no 17 de la rue du Presbytère. Cette ancienne petite chapelle funéraire, consacrée à "Notre-Dame de chez Nous", élevée en brique possède au-dessus de la porte d'entrée un arc de décharge en forme d'arc brisé surmonté par une niche avec statue placée au pignon de la façade.

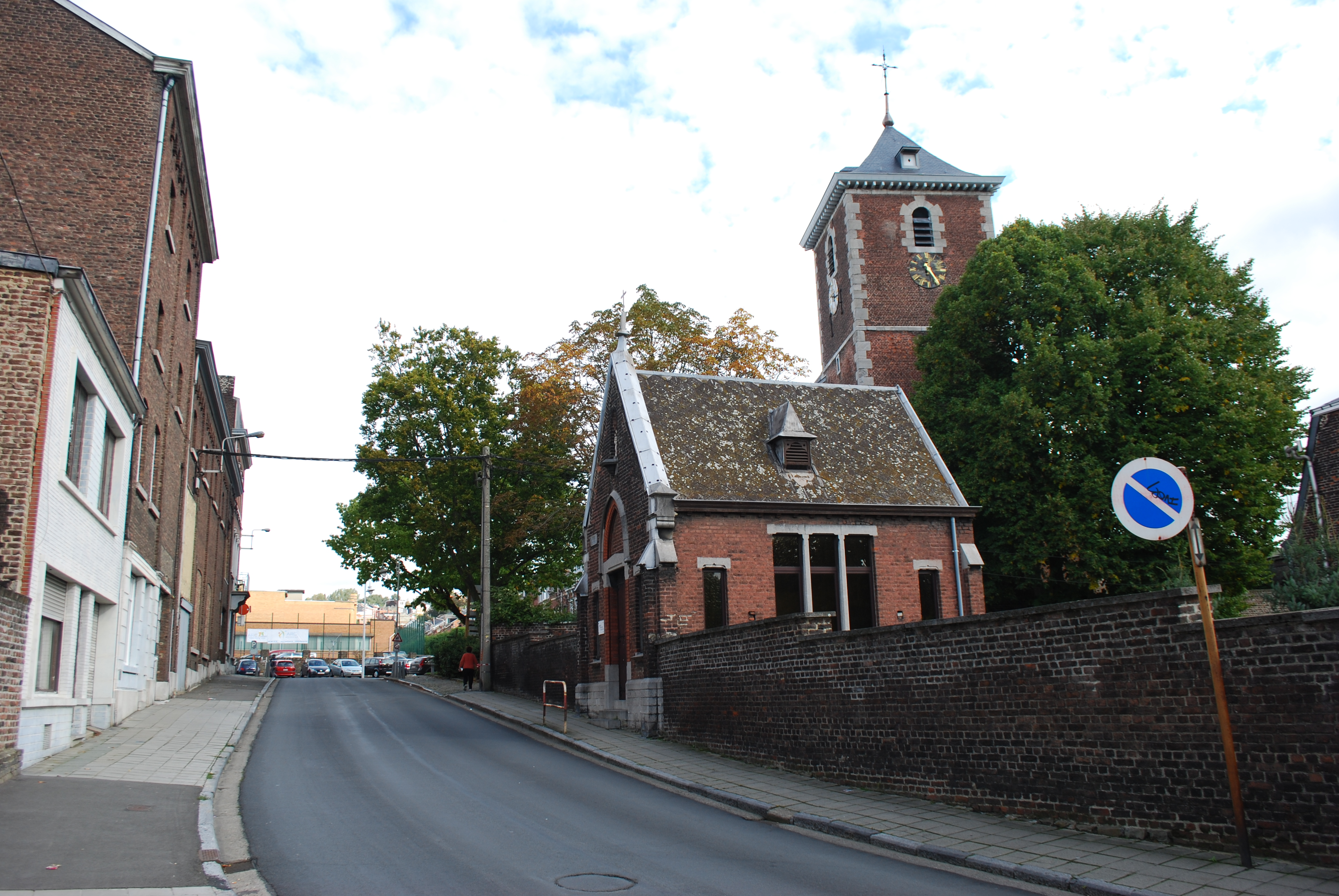
La chapelle funéraire et l'église

### Source et bibliographie
- Yannik Delairesse et Michel Elsdorf, Le nouveau livre des rues de Liège, Liège, Noir Dessin Production, décembre 2008, 2e éd. (1re éd. 2001), 512 p. (ISBN 978-2-87351-143-2 et 2-87351-143-5, présentation en ligne), page 70